# 菝葜科
菝葜科（學名：Smilacaceae。「菝葜」古作「菝𦸉」），包括2属约300余种。从原百合科中拆分出来。广泛分布在全球热带和温带地区，菝葜属（Smilax）是一个大属，广泛分布在全世界各地，肖菝葜属（Heterosmilax）只有12种，分布在中国、日本和亚洲热带地区。中国共有60余种，分布在全国各地，以南方为多。
本科植物主要为木质藤本，有刺，也有部分种类为草本，无刺。叶有3－7条掌状脉，两侧有卷须；花单性，雌雄异株，稀两性，花被6裂，排成2列分离；果实为浆果。
本科有的种类可以作为药材和饮品，如土茯苓即是光叶菝葜（Smilax glabra Roxb）的根。人们可以将土茯苓的根泡制成饮料。

## 延伸阅读
[在维基数据编辑]
 《欽定古今圖書集成·博物彙編·草木典·土茯苓部》，出自陈梦雷《古今圖書集成》